# إبراهيم محنشي
إبراهيم محنشي لاعب كرة قدم سعودي ، يلعب في خط الوسط في نادي الاتفاق .

## روابط خارجية
- إبراهيم محنشي على موقع قاعدة بيانات كرة القدم.إي يو (الإنجليزية)
- إبراهيم محنشي على موقع ناشيونال فوتبول تيمز (الإنجليزية)
- إبراهيم محنشي على موقع Soccerway.com (الإنجليزية)